# Juliomys anoblepas
Juliomys anoblepas es un roedor del género Juliomys de la subfamilia Sigmodontinae conocido por un solo cráneo roto. El espécimen fue recolectado por Peter Wilhelm Lund en las cuevas de Lagoa Santa, Minas Gerais, Brasil, en la primera mitad del siglo XIX y descrito por Herluf Winge en 1888 como Calomys anoblepas. La especie permaneció sin estudiar y sus afinidades no estaban claras hasta 2011, cuando fue reconocida como miembro del género Juliomys, que incluye otras tres especies del sur de Brasil y las cercanas Argentina y Paraguay. J. anoblepas es probablemente una especie extinta separada del género, que ya no se encuentra en Lagoa Santa.
Juliomys anoblepas es similar a los otros miembros de su género en la configuración de su placa cigomática (una placa ósea en el costado del cráneo). Apenas se extiende hacia adelante frente a la conexión entre la placa y el cuerpo principal del cráneo, y esa conexión está relativamente baja en el cráneo. Además, los agujeros incisivos, aberturas en la parte frontal del paladar, se extienden hasta un punto entre los primeros molares, y el paladar es corto, con su margen posterior entre los terceros molares. Las especies vivas de Juliomys difieren de J. enoblepas en varios caracteres, incluidos los agujeros incisivos más cortos en dos especies y la forma del arco cigomático (pómulo) en J. enoblepas. La fila molar superior mide 4,13 mm de largo, lo que convierte a J. anoblepas en la especie más grande conocida de Juliomys. 

## Taxonomía
Entre 1835 y 1849, el zoólogo danés Peter Wilhelm Lund recolectó abundantes restos de mamíferos alrededor del pueblo de Lagoa Santa en Brasil. Después de su muerte, su colega danés Herluf Winge describió en detalle las colecciones de Lund, entre muchos otros publicando una monografía sobre los roedores de la colección en 1888. Winge describió numerosas especies nuevas, muchas de las cuales recibieron poca atención de los sistematistas después, y entre ellas se encuentra la especie que llamó Calomys anoblepas. El nombre específico, anoblepas, deriva del griego anνω (ano) "hacia arriba" y βλέπω (blepo) "mirar" y, por lo tanto, significa "mirar hacia arriba". Aunque Winge no explicó el nombre, lo más probable es que se refiera a la placa cigomática( una placa ósea al costado del cráneo), que está doblada hacia afuera. Winge entendió el género Calomys en un sentido muy diferente al que se usa en la actualidad, incluyendo en él las especies Calomys longicaudatus (actualmente Oligoryzomys nigripes), Calomys coronatus (actualmente Euryoryzomys russatus), Calomys rex (actualmente Sooretamys angouya), Calomys laticeps (actualmente Cerradomys subflavus), Calomys saltator (actualmente Hylaeamys laticeps) y Calomys plebejus (actualmente Delomys, especie incierta). Escribió que C. anoblepas fue la más divergente de las especies de Calomys, pero que era similar a C. longicaudatus.
El concepto de Winge del género Calomys incluía esencialmente especies no especializadas con molares pentalofodontes, que se caracterizan por la presencia de una cresta conocida como mesolofo en los molares superiores y mesolófido en los inferiores, y excluía las especies ahora ubicadas en Calomys, que en su lugar clasificó en Hesperomys. Desde 1898, los autores han colocado la especie Calomys de Winge en Oryzomys, conforme a la disposición taxonómica más convencional; después de eso, la especie se denominó Oryzomys anoblepas. Durante muchas décadas, la identidad de la mayoría de las especies de Winge permaneció incierta, y en muchos casos no fue hasta la década de 1990 que se volvió a estudiar el material original para proporcionar una identificación definitiva del material. En una revisión de 2002 de los roedores sigmodontinos fósiles de América del Sur, el zoólogo argentino Ulyses Pardiñas y sus colegas escribieron que O. anoblepas era "posiblemente un Oecomys", pero esta afirmación se basó solo en una investigación superficial.
En 2011, Pardiñas y Pablo Teta publicaron otro artículo sobre "Calomys anoblepas" después de volver a examinar el único espécimen conocido en Copenhague, y concluyeron que el animal estaba relacionado con el género vivo Juliomys, que actualmente incluye tres especies vivas del sur de Brasil y las cercanas Paraguay y Argentina. Reconocieron algunas características por las cuales J. anoblepas difiere de las especies vivas y, en consecuencia, la mantuvo como una especie distinta y extinta. Juliomys es un género de relaciones poco claras dentro de la subfamilia Sigmodontinae, que está muy extendida y es muy diversa en América del Sur y el sur de América del Norte.

## Descripción
Juliomys anoblepas se conoce solo por la mitad frontal de un cráneo, que se encontró en una cueva conocida como "Lapa da Serra das Abelhas". En comparación con otras especies de Juliomys, es grande y tiene un cráneo y dientes más robustos. Su rostro (la parte frontal) es ancho y corto y la región interorbital (entre el cráneo) tiene forma de reloj de arena, con márgenes cuadrados. El roedor tomasomyino Rhipidomys y el orizomyino Oecomys, que también se encuentran en el este de Brasil, tienen una región interorbital más amplia con crestas mejor desarrolladas en los márgenes. Una de las tres especies vivas de Juliomys, Juliomys pictipes, también tiene una región interorbital más amplia. Detrás de la posición de las nasales (que faltan en el único cráneo conocido) hay una depresión interlagrimal, una porción baja del cráneo.; la sutura (conexión) entre los dos huesos frontales está cerrada de manera incompleta allí. Esta fontanela interfrontal se comparte con Juliomys rimofrons, pero no con Juliomys pictipes, ni con la mayoría de los especímenes de Juliomys ossitenuis. En Wilfredomys, un roedor brasileño con algunas similitudes con J. anoblepas, el hueso premaxilar forma una proyección estrecha hacia los frontales, que está ausente en J. anoblepas y otras especies de Juliomys.
Las placas cigomáticas son casi completamente verticales. Como ya señaló Winge, el margen frontal de la placa cigomática apenas se extiende hacia adelante antes del puente antorbital, que conecta la placa con el cuerpo del cráneo. Esta característica distingue a J. anoblepas de Wilfredomys y muchas orizomyinas, pero la placa cigomática de las especies vivas de Juliomys se parece mucho a la de J. anoblepas. Además, la conexión entre la placa cigomática y el puente antorbital se inserta más arriba en la tribuna en Wilfredomys. Los arcos cigomáticos (pómulos) se extienden ampliamente. Más que en otras especies de Juliomys, la parte frontal de los arcos cigomáticos está doblada hacia adelante y las placas cigomáticas están dobladas hacia afuera. Además, la muesca cigomática, la muesca entre la placa cigomática y el arco, es profunda, no superficial como en J. ossitenuis y J. rimofrons.
Los agujeros incisivos (aberturas en el paladar entre los incisivos y los molares) son anchos y largos, extendiéndose hasta los márgenes frontales del primer molar superior (M1). Wilfredomys tiene agujeros incisivos aún más largos, que se extienden entre los molares, pero los agujeros son más cortos en J. ossitenuis y J. pictipes. El paladar en sí es ancho y corto, con su margen posterior entre los M3. Los orizominos como Oecomys y Oligorizomys tienen paladares más largos, que se extienden más allá de los terceros molares. Aberturas finas (agujeros) están presentes en el paladar. El margen posterior del paladar es cuadrado; J. enoblepas carece de espina dorsal en el centro del margen posterior, como está presente en Rhipidomys. Wilfredomys tiene el margen posterior en forma de U y tiene un paladar más largo, con el margen posterior detrás de los M3.
Los incisivos superiores bien desarrollados tienen esmalte naranja en sus superficies frontales y son ligeramente opistodontes (con su filo cortante detrás del plano vertical de los incisivos). Los molares son braquiodontes (de corona baja) y tienen crestas y cúspides dispuestas en pares opuestas entre sí. La cúspide frontal de M1, el anterocono, está dividida en dos cúspides más pequeñas a cada lado del diente por un valle, el flexo anteromediano. Tanto el M1 como el segundo molar (M2) tienen un mesólofo bien desarrollado (una cresta cerca de la mitad del diente). Aunque M3 es relativamente grande, su parte trasera es reducida.
La región interorbital mide 4,14 mm de largo y la placa cigomática 2,38 mm. El diastema (espacio) entre los incisivos y los molares mide 6,39 mm de largo.  Los agujeros incisivos miden 5,25 mm de largo y 1,77 mm de ancho. El puente palatino (la porción del paladar entre los agujeros incisivos y la fosa mesopterigoidea detrás del extremo posterior del paladar) mide 4,29 mm de largo y 2,75 mm de ancho en los primeros molares. La fila molar superior mide 4,13 mm de largo y M1 1,19 mm de ancho. Estas mediciones convierten a J. anoblepas en la especie más grande conocida de Juliomys.

## Distribución y hábitat
Juliomys anoblepas se conoce solo en Lagoa Santa, donde el género ya no se encuentra; los registros más cercanos están a unos 70 km (43,5 millas) al sureste. Es uno de varios roedores fósiles de Lagoa Santa que ya no se encuentran en la zona. Aunque los antecedentes ambientales precisos del conjunto fósil de Lagoa Santa siguen sin estar claros, es posible que se hayan depositado en un período de enfriamiento climático que condujo a una mayor diversidad local.